# Fistulinella violaceipora
Fistulinella violaceipora är en svampart som först beskrevs av G. Stev., och fick sitt nu gällande namn av Pegler & T.W.K. Young 1981. Fistulinella violaceipora ingår i släktet Fistulinella och familjen Boletaceae.   Inga underarter finns listade i Catalogue of Life.